# Смирнов, Василий Иванович (генерал)
Василий Иванович Смирнов (15 января 1899, д. Шиморово, Тверская губерния, Российская империя — 1 апреля 1967, Ленинград,  СССР) — советский военачальник, генерал-майор (13.09.1944).

## Биография
Родился 15 января 1899 года в деревне  Шиморово, ныне деревня Немцово, Сельское поселение Успенское, Ржевский район, Тверская область, Россия. Русский.

### Гражданская война
В  марте 1919 года был призван в РККА и зачислен в запасной полк в города Осташков Тверской губернии. В сентябре был командирован на учебу на 1-е Московские пехотные командные курсы. На второй день после прибытия вместе с курсами убыл на Петроградский фронт для борьбы с войсками генерала Н. Н. Юденича. С выходом к Ямбургу курсы были сняты с фронта и вернулись в Москву для продолжения учебы. В феврале 1921 года Смирнов окончил эти курсы и был направлен для продолжения обучения в Высшую тактико-стрелковую школу комсостава РККА им. III Коминтерна. После окончания обучения в августе вновь направлен на командную должность на 1-е Московские пехотные командные курсы, однако ввиду отсутствия вакансии был командирован на учебу в Московский военно-педагогический институт. В 1921 году вступил в РКП(б).

### Межвоенные годы
После окончания 1-го курса института заболел тифом, был госпитализирован, а по выздоровлении откомандирован в распоряжение МВО, где назначен в 48-ю стрелковую дивизию командиром взвода 144-го стрелкового полка. С сентября 1924 года по август 1925 года  Смирнов находился на окружных повторных курсах в Москве. По возвращении в полк проходил службу в должностях командира роты, батальона, начальника штаба полка.
С апреля 1932 года — слушатель Военной академии РККА им. М. В. Фрунзе. В мае 1936 года окончил ее и был назначен помощником начальника 1-го отделения 1-го отдела штаба ЛВО, с июня 1938 года исполнял должность начальника этого отделения. В августе 1939 года майор Смирнов назначен начальником оперативного отдела — заместителем начальника штаба 8-й армии. В этой должности принимал участие в Советско-финляндской войне на петрозаводском направлении. Указом ПВС СССР от 19 мая 1940 года за боевые отличия он был награжден орденом Красной Звезды. По окончании боевых действий армия была передислоцирована сначала в город Новгород, а летом 1940 года — в Прибалтику в состав ПрибОВО.

### Великая Отечественная война
С началом  войны полковник  Смирнов в прежней должности в 8-й армии Северо-Западного фронта. Участвовал с ней в приграничном сражении, в боях на шяуляйском направлении. После оборонительных боев в приграничном сражении соединения армии отходили на правый берег реки Западная Двина, где пытались закрепиться. Однако организовать устойчивую оборону на этом рубеже не удалось. С тяжелыми боями ее соединения вынуждены были отходить в Эстонию, на рубеж Пярну, Тарту. К 7 июля они вышли на указанный рубеж, где в течение 12 суток успешно отражали наступление превосходящих сил противника, нанеся ему значительный урон. С 14 июля армия вошла в состав Северного фронта и до конца августа вела оборонительные бои в Эстонии. С 2 августа по 25 сентября начальник штаба 8-й армии. В сентябре армия в составе Ленинградского фронта вела упорные бои на Ораниенбаумском плацдарме, где сумела остановить войска противника на подступах к Ленинграду. В ноябре полковник  Смирнов с армией был переброшен в район Невской Дубровки. В декабре он был назначен начальником штаба 11-й стрелковой дивизии, которая в составе 55-й армии Ленинградского фронта находилась в обороне под Колпино. В конце декабря дивизия была переброшена на Волховский фронт в состав 54-й армии.
В январе 1942 года Смирнов назначен командиром 115-й стрелковой дивизии. До февраля она вела активную оборону на участке северо-западнее дер. Ларионов Остров, а с 11 марта участвовала в Любанской наступательной операции. По ее завершении с мая 1942 года дивизия находилась в обороне в районе Посадников Остров, прочно удерживая занимаемый рубеж. С июля 1942 года  Смирнов исполнял должность начальника оперативного отдела — заместителя начальника штаба 54-й армии Волховского фронта. В период подготовки и проведения операции по прорыву блокады Ленинграда временно исполнял должность начальника штаба армии. В качестве представителя командующего войсками фронта он оказывал помощь командирам соединений и частей в подготовке к прорыву обороны противника и проверке готовности войск, с началом операции — исполнял должность заместителя начальника штаба 2-й ударной армии по ВПУ. С марта 1943 года вновь был начальником оперативного отдела — заместителем начальника штаба 54-й армии Волховского фронта. В течение 1943 года ее войска вели оборонительные бои северо-восточнее Любани, а также во взаимодействии с 4-й армии участвовали в ликвидации киришского выступа в системе обороны противника.
В ноябре 1943 года Смирнов был назначен начальником штаба 7-го стрелкового корпуса, который в составе 59-й армии принимал участие в Новгородско-Лужской наступательной операции и освобождении города Новгород. В июне 1944 года соединения корпуса в составе 54-й армии 3-го Прибалтийского фронта успешно действовали в Псковско-Островской наступательной операции.
С 27 августа 1944 года и до конца войны генерал-майор  Смирнов командовал 33-й стрелковой Холмской Краснознаменной дивизией. Ее части в составе 1-й ударной и 54-й армий 3-го Прибалтийского фронта в августе — сентябре 1944 года принимали участие в Тартуской наступательной операции и освобождении города Валга, в отражении контрударов противника и в наступлении по освобождению Прибалтики. В октябре дивизия в составе 22-й и 61-й армий 2-го Прибалтийского фронта успешно действовала при прорыве укрепленной обороны противника на ближних подступах к Риге и в развитии наступления. После ликвидации прибалтийской группировки противника она была выведена в резерв Ставки ВГК, затем включена в 3-ю ударную армию 1-го Белорусского фронта. В 1945 году дивизия в составе 12-го гвардейского стрелкового корпуса успешно действовала в Варшавско-Познанской, Восточно-Померанской и Берлинской наступательных операциях. Указом ПВС СССР от 26 апреля 1945 года за образцовое выполнение заданий командования в боях при овладении городами Бельгард, Трептов, Грайфенберг, Камин, Польцов, Плате и проявленные при этом доблесть и мужество она была награждена орденом Суворова 2-й ст., а за отличия при овладении столицей Германии приказом ВГК от 11 июня 1945 года ей было присвоено наименование «Берлинская».
За время войны комдив Смирнов был шесть раз персонально упомянут в благодарственных в приказах Верховного Главнокомандующего.

### Послевоенное время
После войны генерал-майор  Смирнов продолжал командовать этой дивизией в ГСОВГ.
С июня 1946 года — старший инспектор Инспекции стрелковых войск Главной инспекции Сухопутных войск, с июня 1947 года — заместитель начальника 1-го отдела Управления планирования боевой подготовки Сухопутных войск.
В феврале 1948 года зачислен в распоряжение командующего ВДВ, а в мае назначен начальником 2-го отдела Управления боевой подготовки Воздушно-десантных войск, в марте 1950 года — заместитель начальника Управления боевой подготовки Воздушно-десантной армии, в мае 1953 года — начальник отдела боевой подготовки Управления командующего ВДВ.
В августе 1955 года генерал-майор  Смирнов уволен в отставку по болезни.

## Награды
- орден Ленина (21.02.1945)[5]
- четыре ордена Красного Знамени (28.08.1943[6], 28.08.1944[7], 03.11.1944[5], 15.11.1950[5])
- орден Суворова II степени (29.05.1945)[8]
- орден Кутузова II степени (06.04.1945)[9]
- орден Александра Невского (15.10.1944)[10]
- орден Отечественной войны I степени (10.06.1944)[11]
- орден Красной Звезды  (19.05.1940)[3]

медали в том числе:
- - «XX лет Рабоче-Крестьянской Красной Армии» (1938)
  - «За оборону Ленинграда» (10.07.1943)[12]
  - «За победу над Германией в Великой Отечественной войне 1941—1945 гг.» (23.08.1945)[13]
  - «За взятие Берлина» (24.10.1945)[14]
  - «За освобождение Варшавы»

Приказы (благодарности) Верховного Главнокомандующего в которых отмечен В. И. Смирнов.
- За овладение городом и крупным железнодорожным узлом Валга – мощным опорным пунктом обороны немцев в южной части Эстонии. 19 сентября 1944 года. № 188.
- За выход на побережье Балтийского моря в районе города Кольберг, овладение городами Бервальде, Темпельбург, Фалькенбург, Драмбург, Вангерин, Лабес, Фрайенвальде, Шифельбайн, Регенвальде и Керлин – важными узлами коммуникаций и сильными опорными пунктами обороны немцев в Померании. 4 марта 1945 года. № 288.
- За овладение городами Штаргард, Наугард, Польцин — важными узлами коммуникаций и мощными опорными пунктами обороны немцев на штеттинском направлении. 5 марта 1945 года. № 290.
- За овладение городами Бельгард, Трептов, Грайфенберг, Каммин, Гюльцов, Плате – важными узлами коммуникаций и сильными опорными пунктами обороны немцев в Западной Померании. 6 марта 1945 года. № 292.
- За овладение штурмом городами Голлнов, Штепенитц и Массов – важными опорными пунктами обороны немцев на подступах к Штеттину. 7 марта 1945 года. № 295.
- За овладение столицей Германии городом Берлин – центром немецкого империализма и очагом немецкой агрессии. 2 мая 1945 года. № 359.